# 王旭东 (1946年)
王旭东（1946年1月—），江苏盐城人，中华人民共和国政治人物。天津市科技进修学院系统工程班毕业。中共十五届中央候补委员，十六届、十七届中央委员。曾任中共河北省委书记、中华人民共和国信息产业部部长、国家电力监管委员会主席等职。现任第十一届全国政协委员、政协社会和法制委员会副主任。

## 生平
1972年加入中国共产党。历任中国人民解放军1418研究所团委书记、党委副书记，电子工业部第十八研究所所长。1983年3月任中共天津市委常委、组织部部长；1991年升任中共天津市委副书记；是市委科技部负责人。1993年调中央，出任中共中央组织部副部长。2000年6月至2002年12月任中共河北省委书记。2002年11月任信息产业部党组书记、副部长。2003年3月17日，中华人民共和国国家主席胡锦涛发布第二号中华人民共和国主席令，根据中华人民共和国第十届全国人民代表大会第一次会议的决定，王旭东被任命为信息产业部部长。2008年3月信息产业部裁撤，王旭东临时出任新组建的工业和信息化部副部长；两个月后，就被调任国家电力监管委员会，任党组书记，主席。